# ألكسندر تومسون
كان ألكسندر «غريك» تومسون (9 أبريل 1817- 22 مارس 1875) مهندسًا معماريًا اسكتلنديًا بارزًا ومنظرًا في العمارة ورائدًا في الأبنية المستديمة. على الرغم من أن أعماله كانت تُنشر في الصحافة المعمارية في زمانه، لم يحظ بالتقدير خارج غلاسكو في حياته. لم يجر إحياء سمتعه النقدية إلا منذ خمسينيات القرن العشرين وستينياته، ولا سيما فيما يتعلق بتأثيره المحتمل على فرانك لويد رايت.
كتب هنري راسل هيتشكوك عن تومسون في 1966: «أنجبت غلاسكو في المئة وخمسين عام الماضية اثنين من أعظم المهندسين المعماريين في العالم الغربي. لم يكن سي. آر. ماكينتوش غزير الإنتاج لكن أثره في وسط أوروبا يقارن ببعض المعماريين الأمريكيين مثل لويس سوليفان وفرانك لويد رايت، لكن المهندس الأعظم والأغزر إنتاجًا لحسن الحظ، على الرغم من أن آثاره لا يمكن تتبعها إلا قليلًا في أمريكا وميلووكي وفي مدينة نيويورك ولم تبلغ أوروبا البتة على حد علمي، كان ألكسندر تومسون».

## نشأته
وُلد تومسون في قرية بالفرون في ستيرلينغشاير. كان الابن التاسع من اثني عشر طفل لجون تومسون، وهو محاسب، وإليزابيث كوبر تومسون. توفي والده، الذي كان له ثمانية أطفال بالغين بالفعل من زيجته السابقة، عندما كان ألكسندر في السابعة. انتقلت العائلة نتيجة لذلك إلى ضواحي غلاسكو، لكن لكن المأساة حدثت عندما توفيت البنت الكبرى، جين، وثلاثة من إخوتها بين 1828 و1830، وهو العام الذي توفيت فيه والدة ألكسندر. انتقل بقية الأطفال مع أحد الأخوة الأكبر سنًا، ويليام، وهو مدرس، وزوجته وطفله إلى هانينغشو، جنوب غلاسكو. عمل جميع أبناء أسرة تومسون منذ صغرهم، لكن الأطفال تلقوا تعليمهم في المنزل أيضًا. عمل الأخ الأكبر لألكسندر، واسمه إيبينزر، محاسبًا في مكتب محام، ربما كان مكتب ويلسون وجيمس وكايز، وصار لاحقًا شريكًا في العمل.

## حياته المهنية
بدأ ألكسندر تومسون العمل في 1934 بصفة كاتب في مكتب محامين بغلاسكو. كان أحد عملائهم، روبرت فوت، مهندسًا معماريًا، وأُعجب برسومات تومسون واتخذه موظفًا تحت التدريب. تعلم الكثير من مكتبة فوت الموسعة ومجموعته المتنوعة من القوالب الكلاسيكية، لكن في 1836 تقاعد فوت بسبب المرض. لإكمال تدريبه، صار تومسون تلميذًا لدى جون بيرد، وكان في البداية مساعده، ثم صار لاحقًا كبير رسّاميه. تتلمذ أخو تومسون الأصغر، جورج، لدى بيرد في بداية أربعينيات القرن التاسع عشر.
في سبتمبر 1847، تزوج من جين نيكلسون، وفي اليوم نفسه تزوجته أخته من مهندس معماري آخر اسمه جون بيرد (لا تربطه صلة قرابة برب عمل تومسون، وأشار إليه كتّاب سيرته باسم جون بيرد الثاني)، الذي اختلف مع شريكه السابق. في عام 1848، انضم إليه طومسون في شراكة جديدة، هي شركة بيرد وتومسون.
في 1857، بصفته «نجم العمارة الصاعد في غلاسكو»، بدأ الممارسة رفقة أخيه جورج حيث تمتع بأغزر سنوات حياته إنتاجًا. شغل منصب رئيس جمعية غلاسكو لهندسة العمارة ومعهد غلاسكو للمهندسين المعماريين. كان تومسون شيخًا في الكنيسة المشيخية المتحدة بإسكتلندا، وكانت معتقداته الدينية العميقة مفيدة لعمله. ثمة اقتراح قوي بأنه ربط هيكل سليمان ربطًا وثيقًا بالبازيليكا المرتفعة ذات الشكل نفسه في كنائسه الثلاث الكبرى.
أنتج مجالًا متنوعًا من الهياكل بما في ذلك الفيلات والقلعة والمدرجات الحضرية والمستودعات التجارية والمساكن وثلاثة كنائس استثنائية. من هذه الكنائس، صارت كنيسة كاليدونيا رود (1856- 1857) خرابًا الآن، ودُمرت كنيسة كوينز بارك المشيخية المتحدة (1869) في الحرب العالمية الثانية، وكنيسة شارع القديس فنسنت (1859) هي الناجي السليم الوحيد. صرح هيتشكوك مرة قائلًا: «[لقد بنى تومسون] ثلاثًا من أفخر الكنائس الرومانسية الكلاسيكية في العالم». طور تومسون أسلوبه الخاص للغاية من مصادر يونانية ومصرية ومشرقية وكيّفها بحرية مع احتياجات المدينة الحديثة.
في عمر الرابعة والثلاثين، صمم تومسون قلعته الأولى والوحيدة، وهي قلعة كريغراوني، والتي تتربع على قمة شبه جزيرة روسنيث في كوف، مطلة على بحيرة لوخ لونغ. صُمم المبنى المكون من ستة طوابق من الطراز الاسكتلندي الباروني، ويضم برجًا مركزيًا فيه أسوار وجملونات شديدة الانحدار ونوافذ ناتئة، بالإضافة إلى مصلى ومنزل ريفي.
نُفذت تصميمات فيلا تومسون في لانغسايد وبولوكشيلدز وهيلينسبيرغ وكوف ومصب نهر كلايد وجزيرة بوت. «صمم فيلاته الناضجة على الطراز اليوناني بينما لا تشبه أي منازل أخرى من طراز الإحياء اليوناني، وتهيمن عليها الخطوط الأفقية وتستقر على منصة قوية». وفقًا لغافن ستامب: «صمم تومسون فيلاته بعناية في تناسق داخل عدم تناسق إجمالي شامل في لغة شخصية لم يتخل فيها عن الانضباط الأفقي لنظام الحكم المستمر، سواء أكان صريحًا أم ضمنيًا. فيما يتعلق بأوجه التشابه مع فرانك لويد رايت، يقول ستامب: «لوحظ غالبًا أن ثمة تشابهات واضحة بين المنازل الأولى لمدرسة البراري وتصميم تومسون الأفقي، بجملوناته منخفضة الحواف والأفاريز المنتشرة، رفقة حديقة متصلة به». كتب السير جون سمرسون: «ثمة شيء ما ’أمريكي‘ على نحو جامح في تومسون... موقف ’العالم الجديد‘. يمكن رؤيته في الفيلات... نوع من البدائية والتسكانية الفائقة». 
في وقت لاحق من حياته المهنية، تخلى عن انتقائيته واعتمد الأسلوب اليوناني الأيوني البحت الذي اشتهر به، وهكذا يرجح أنه الأخير في تقليد مستمر لمهندسي الإحياء اليوناني البريطانيين. في مهاجمته للأسلوب القوطي، «أصر على أن ’ستونهنج مبنية بطريقة أكثر علمية من يورك مينيستر‘». ومن الأعمال المهمة الأخرى التي لا تزال قائمة: موراي بليس، وغريت ويسترن تيراس، والقاعات المصرية في يونيون ستريت، ومبنى غروسفينور، ومبنى باك هيد في أرغايل ستريت، والمباني اليونانية في سوشيهول ستريت، وهلالي والمر وميلبراي، وفيلته هولموود هاوس بكاثكارت.